# Samuel Cabot III

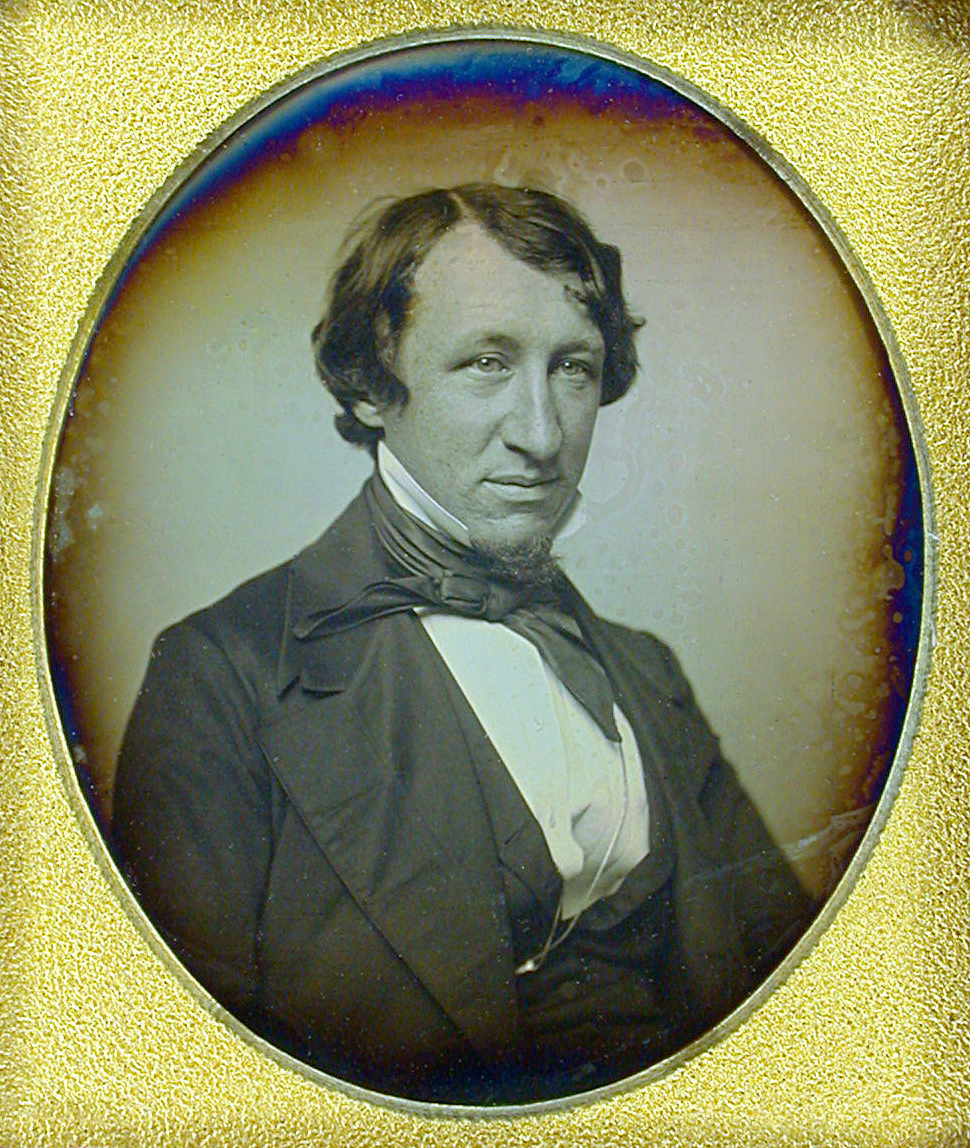
Dr. Samuel Cabot (1815–1885)

Samuel Cabot III (* 20. September 1815 in Boston, Massachusetts; † 13. April 1885 ebenda) war ein US-amerikanischer Daguerreotypist, Ornithologe und Arzt.

## Leben und Wirken
Sein Vater Samuel Cabot Jr. (1784–1863) war ein erfolgreicher Geschäftsmann, der 1812 Eliza Perkins (1791–1885), die eine Tochter des China-Händlers Thomas Handasyd Perkins (1764–1854) war, heiratete. Samuel Cabot III war das zweite Kind aus dieser Ehe. Ein Bruder war Edward Clarke Cabot (1818–1901), ein bekannter Architekt und Künstler. Durch seinen Vater gehörte Cabot zu einer angesehenen Familie des politischen und sozialen Establishments. Beispielsweise wurde das Perkins Institute and Massachusetts School for Blind vom Vater seiner Mutter gegründet.
Samuel Cabot III besuchte zunächst die Boston Latin School, bevor er mit 17 Jahren auf die Harvard University wechselte. Diese schloss er im Jahr 1836 ab. Während seiner College-Zeit wurde er nicht gerade als ausgezeichneter Wissenschaftler betrachtet. Als Student war es zwar nicht erlaubt, Feuerwaffen zu tragen, doch besuchte Cabot oft morgens Fresh Pond Parkway, um dort Enten zu erlegen. Als sein Vater von Cabots gutem Freund Amos Adams Lawrence (1814–1886) darüber informiert wurde und der Vater sein Talent als Tierpräparator erkannte, bemerkte er nur:

„Vielleicht schafft er es als Naturforscher, oder zumindest als Ornithologe.“

1839 machte er in Harvard seinen Abschluss in Medizin. Hierauf ging er für zwei Jahre nach Paris, um bei Jules René Guérin seine Medizinkenntnisse zu erweitern. In dieser Zeit kommunizierte er mit vielen der bekanntesten europäischen Naturforscher. Die Vorliebe zur Ornithologie, die er während seines Studiums entwickelt hatte, blieb sein ganzes Leben. Als er 1841 im Boston Courier las, dass John Lloyd Stephens einen Naturforscher für seine Reise nach Yucatán suchte, war sein Interesse sofort geweckt. Zunächst war Stephens wegen des jugendlichen Alters Cabots skeptisch, doch als er erfuhr, dass Cabot verwandtschaftliche Beziehungen zu William Hickling Prescott hatte, gab er seine Bedenken auf. Gemeinsam mit seinem Vater reiste Cabot nach New York City um Stephens und Frederick Catherwood (1799–1854) zu treffen. Der Vater war schwer beeindruckt von der daguerreotypischen Ausrüstung für die Expedition. Am 9. Oktober 1841 ging man an Bord des Dreimasters Tennessee, um schließlich in der Hafenstadt Sisal von Bord zu gehen. Cabot begleitete Stephens und Catherwood in den Jahren 1841 und 1842 auf der gesamten Forschungsreise durch Yucatán. Für Stephans Werk Incidents of travel in Yucatan bearbeitete Cabot die ornithologischen Aspekte. Während Stephens und Catherwood die Reise vorbereiteten, kümmerte sich Cabot kostenlos um einige Einheimischen, die schielten. Diese Offenherzigkeit öffnete der Expedition überall die Tür als gern gesehene Gäste. Von Mitte November bis Mai 1842 vermaß, ordnete, skizzierte und fotografierte das Team die unterschiedlichsten Maya-Ruinen auf der Yucatán-Halbinsel. Catherwood frustrierte seine Camera lucida so sehr, dass er diese Aufgabe auf Cabot übertrug, um sich voll auf seine Zeichnungen konzentrieren zu können. Cabots Arbeit in Uxmal wurde erst unterbrochen, als er dort an Malaria erkrankte. Er ging nach Ticul, konnte sich aber für die restliche Zeit in Yucatán nicht mehr so recht erholen.
Während die Reisenden ihren Weg ins Landesinnere fortsetzten, sammelte Cabot Vogelbälge und Tierexponate. In Xlapak entdeckte Cabot durch seine Sammeltätigkeit einige Gebäude, die so wahrscheinlich im dichten Dschungel nicht entdeckt worden wären. Als die Gruppe am 29. Mai 1842 Chichén Itzá Richtung Valladolid verließ, reisten einige indianische Helfer mit dem Gepäck nach. Ein Packpferd war ausgebrochen und dadurch wurde die wertvolle Camera lucida zerschmettert. Es war das Ende der daguerreotypischen Karriere der drei Expeditionsteilnehmer. Entlang der Ostküste Yucatáns ging es zurück nach Mérida. Am 18. Mai 1842 schiffte man in Sisal ein und erreichte New York am 17. Juni. Cabot kehrte schwer krank von Malaria gezeichnet nach Boston zurück, wo er sich schließlich wieder erholte.
Im Jahr 1844 heiratete Cabot Hannah Lowell Jackson, mit der er neun Kinder hatte. Eines der Kinder war der Unternehmer Godfrey Lowell Cabot, ein anderes die Künstlerin Lilla Cabot Perry. Schließlich ließ er sich als Chirurg und Mediziner in Boston nieder und schuf sich dabei einen ausgezeichneten Ruf. Trotzdem vergaß er nie seine Leidenschaft für die Wissenschaft. So diente er seit 1839 als Kurator bei der Boston Society of Natural History und kümmerte sich insbesondere von 1844 bis 1854 um die ornithologische Sammlung der Gesellschaft.
1853 wurde er zum Chirurg des Krankenhauses von Massachusetts berufen, um dort John Collins Warren zu ersetzen. Sein Wissen und sein pflichtbewusster Umgang mit seinen Patienten wurden sehr geschätzt. Er war einer der ersten, wenn nicht sogar der Erste, der eine subkundane Operation gegen Schielen durchführte.
Cabot engagierte sich sein Leben lang für Wohltätigkeitszwecke. Als Präsident für Kinderasyl und Arzt im Heim für mittellose Kinder nutzte er sein Wissen zum Wohl der Allgemeinheit. Dem letzteren Heim blieb er 30 Jahre treu verbunden. Er engagierte sich als Mitglied der Emigrant Aid Company. Sein bester Freund Amos Lawrence sagte über ihn:

„Dr. Cabot war ein Philanthrop im besten Sinne. Er wurde niemals müde, bis die gute Sache erreicht wurde, und dachte nie daran, sich auf Kosten seiner Mitstreiter zu beweihräuchern. Seine Menschlichkeit war so augenfällig für seine Freunde, da er sich für sie und alle, die mit ihm zusammenarbeiteten, verdient machte.“

Mit Ausnahme von zwei Militäreinsätzen während des Bürgerkrieges praktizierte Dr. Cabot ununterbrochen Medizin in Boston, bis er wegen einer Krankheit aufgeben musste und schließlich verstarb.

## Mitgliedschaften
Cabot war seit 1844 gewähltes Mitglied der Klasse II der Sektion 3 der American Academy of Arts and Sciences. Außerdem war er Mitglied der Massachusetts Medical Society. Seit 1830 hatte er eine langjährige Bindung zur Boston Society of Natural History.

## Erstbeschreibungen von Samuel Cabot III
Cabot hat einige Arten und Unterarten, die neu für die Wissenschaft waren, beschrieben.

### Arten
Zu den Arten gehören chronologisch u. a.:
- Fahlbauchamazilie (Amazilia yucatanensis (Cabot, S, 1845))
- Rosenkehlkardinal (Piranga roseogularis Cabot, S, 1846)
- Amerikanische Brandseeschwalbe (Thalasseus acuflavides (Cabot, S, 1847))
- Weißbrauen-Zaunkönig (Thryothorus albinucha (Cabot, S, 1847))

### Unterarten
Zu den Unterarten gehören chronologisch u. a.:
- Braunhäher (Cyanocorax morio vociferus (Cabot, S, 1843))
- Olivmantelspecht (Colaptes rubiginosus yucatanensis (Cabot, S, 1844))
- Texasspecht (Picoides scalaris parvus (Cabot, S, 1844))
- Velasquezspecht (Melanerpes santacruzi dubius (Cabot, S, 1844))
- Schwarzkappensaltator (Saltator atriceps raptor (Cabot, S, 1845))

## Dedikationsnamen
John Gould ehrte ihn 1857 im Namen des Cabottragopan (Tragopan caboti), Carl John Drake und Ludvík Hoberlandt im Jahr 1952 in der Uferwanzen-Art Oiosalda caboti. Außerdem wurde ihm die Zuckervogel-Unterart (Coereba flaveola caboti (Baird, SF, 1873)), die Schwarzkehlwachtel-Unterart (Colinus nigrogularis caboti Van Tyne & Trautman, 1941) und die Ren-Unterart (Rangifer tarandus caboti G. M. Allen, 1914) gewidmet.
Außerdem findet sich sein Name in Passerculus caboti Baird, SF, Ridgway & Brewer, 1874, einem Synonym für die Sumpfammer (Melospiza georgiana (Latham, 1790)) und in Mesopicus caboti Malherbe, 1862, einem Synonym für die Rußspecht-Unterart (Picoides fumigatus sanguinolentus (Sclater, PL, 1859)).

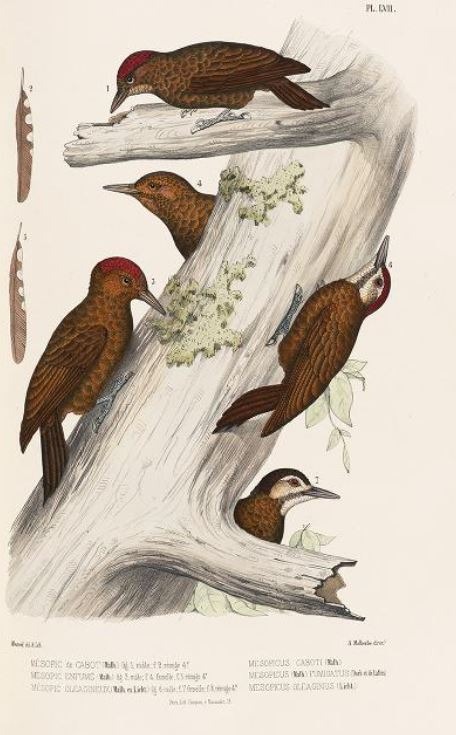
Abbildung 1 & 2 Mesopicus caboti illustriert von Albin Mesnel (1830–1875)
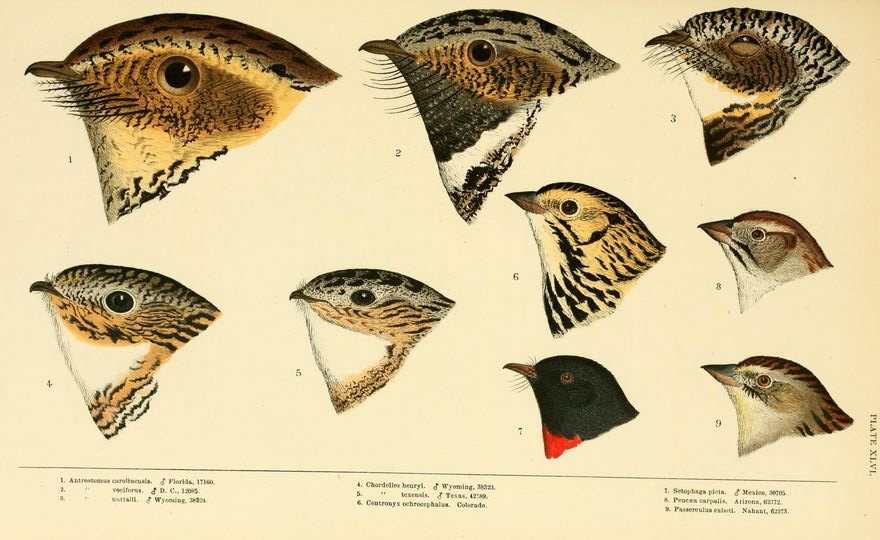
Abbildung 9 Passerculus caboti
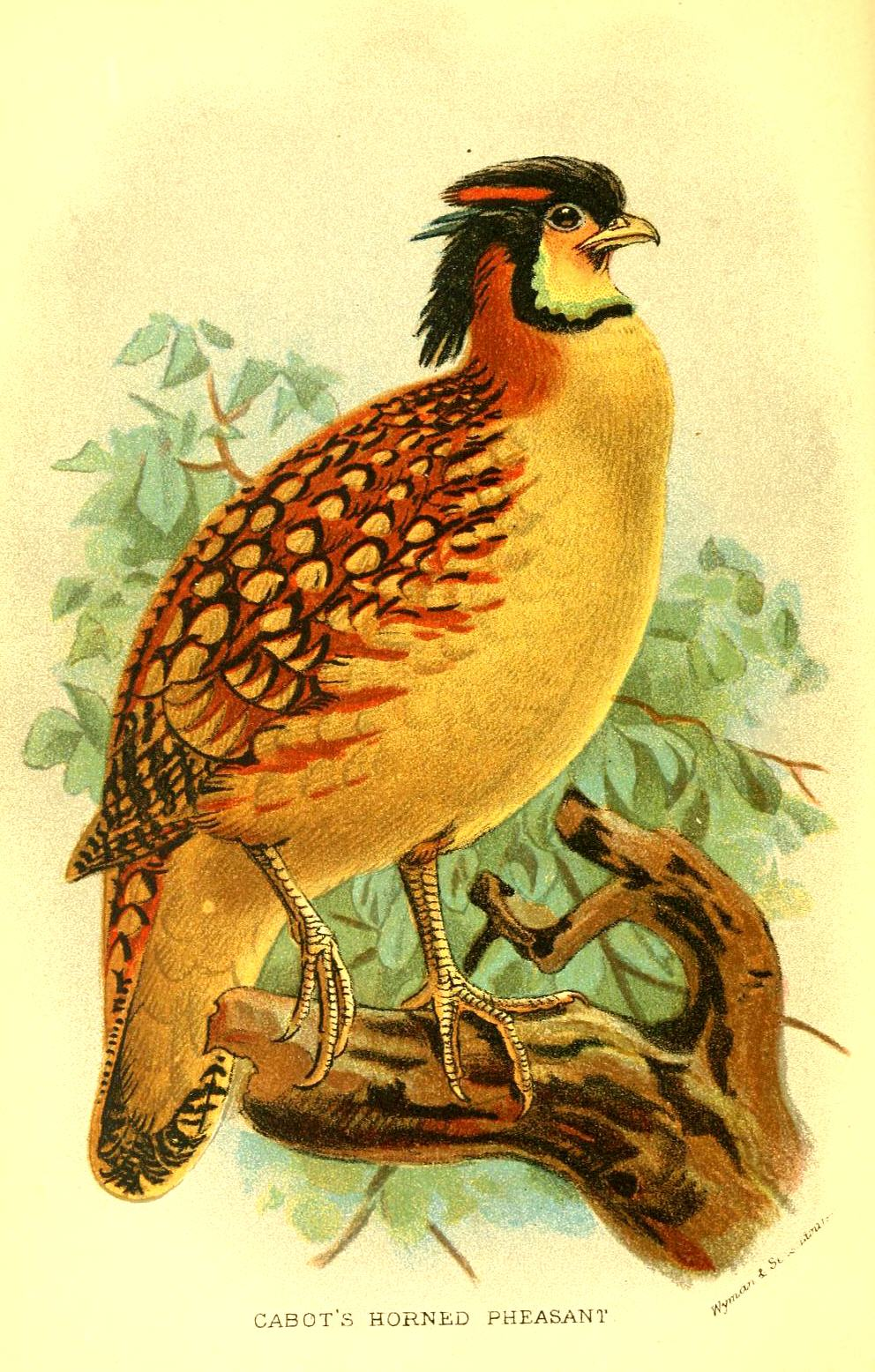
Cabottragopan

## Publikationen (Auswahl)
- Observation on the Plumage of the Red and Mottled Owls (Strix asio). In: Boston Journal of Natural History. Band 2, Nr. 1, 14. Februar 1838, S. 126–128 (biodiversitylibrary.org).
- Observation on the Characters and Habits of the Ocellated Turkey (Meleagris ocellata). In: Boston Journal of Natural History. Band 4, Nr. 2, Juni 1842, S. 246–251 (biodiversitylibrary.org).
- Dr. Cabot read a paper on the Meleagris ocellata. In: Proceedings of the Boston Society of Natural History. Band 1, 6. Juli 1842, S. 73–74 (biodiversitylibrary.org).
- Dr. Cabot read a memoir on the Paraqua Guan or Phasianus motmot. In: Proceedings of the Boston Society of Natural History. Band 1, 20. Juli 1842, S. 76–77 (biodiversitylibrary.org).
- Dr. Cabot made some remarks upon a volume of the Naturalist's Library respecting Gallinaceaous Birds. In: Proceedings of the Boston Society of Natural History. Band 1, 17. August 1842, S. 80–81 (biodiversitylibrary.org).
- Dr. Cabot read a paper on species of Ortyx discovered by him in Yucatan. In: Proceedings of the Boston Society of Natural History. Band 1, 1. November 1843, S. 151 (biodiversitylibrary.org).
- Description and Habits of Birds of Yucatan. In: Boston Journal of Natural History. Band 4, Nr. 4, 1. November 1843, S. 460–467 (biodiversitylibrary.org).
- Dr. Cabot exhibited three birds from Yucatan, which he regarded as new, and of which he read descriptions. In: Proceedings of the Boston Society of Natural History. Band 1, 15. November 1843, S. 155–156 (biodiversitylibrary.org).

- Dr. Cabot read descriptions of three new species of Woodpecker, from Yucatan. In: Proceedings of the Boston Society of Natural History. Band 1, 3. Januar 1844, S. 164–165 (biodiversitylibrary.org).
- Further accounts of Birds of Yucatan. In: Boston Journal of Natural History. Band 5, Nr. 1, 3. Januar 1844, S. 90–93 (biodiversitylibrary.org).
- Dr. Cabot also exhibited, and read a description of, a new species of Humming-bird. In: Proceedings of the Boston Society of Natural History. Band 2, 1845, S. 74–75 (biodiversitylibrary.org).
- Dr. Samuel Cabot Jr., made some observations concerning the supposed identity of Anas penelope and Anas americana, the European and American widgeons. In: Proceedings of the Boston Society of Natural History. Band 2, 18. Mai 1846, S. 118–120 (biodiversitylibrary.org).
- Dr. Cabot also stated that he had dissected a male of Tetrao cupido. In: Proceedings of the Boston Society of Natural History. Band 2, 18. Mai 1846, S. 120 (biodiversitylibrary.org).
- Description of Pyranga Roseo-gularis (Rose-Throated Tanager). In: Boston Journal of Natural History. Band 5, Nr. 3, 1846, S. 416 (biodiversitylibrary.org).
- The Dodo a Rasorial and not a Rapicous Bird. In: Boston Journal of Natural History. Band 5, Nr. 4, 1847, S. 490–485 (biodiversitylibrary.org).
- A Comparison between Sterna Cantiaca, Gm. of Europe and Sterna acuflavidam Nobis, hitherto considered identical with S. Cantiaca. In: Proceedings of the Boston Society of Natural History. Band 2, 17. November 1847, S. 257–258 (biodiversitylibrary.org).
- Troglodytes albinucha, a new species of Wren. In: Proceedings of the Boston Society of Natural History. Band 2, 17. November 1847, S. 258–259 (biodiversitylibrary.org).
- Dr. Cabot read a statement of the comparative measurements of the American and European Oyster-catcher. In: Proceedings of the Boston Society of Natural History. Band 3, 7. Juni 1848, S. 43–44 (biodiversitylibrary.org).
- Dr. Cabot read some observations upon the recent appearance in New England of Ibis guarauna. In: Proceedings of the Boston Society of Natural History. Band 3, 19. Juni 1850, S. 313–314 (biodiversitylibrary.org).
- Dr. Cabot read some notes on the internal anatomy of a female Mina bird (Gracula religiosa). In: Proceedings of the Boston Society of Natural History. Band 4, 6. August 1851, S. 85–86 (biodiversitylibrary.org).
- Dr. Cabot read a paper on a specimen of Wild Hybrid Duck. In: Proceedings of the Boston Society of Natural History. Band 5, 6. Dezember 1854, S. 118–120 (biodiversitylibrary.org).